# Hendrik de Jonge van Ellemeet

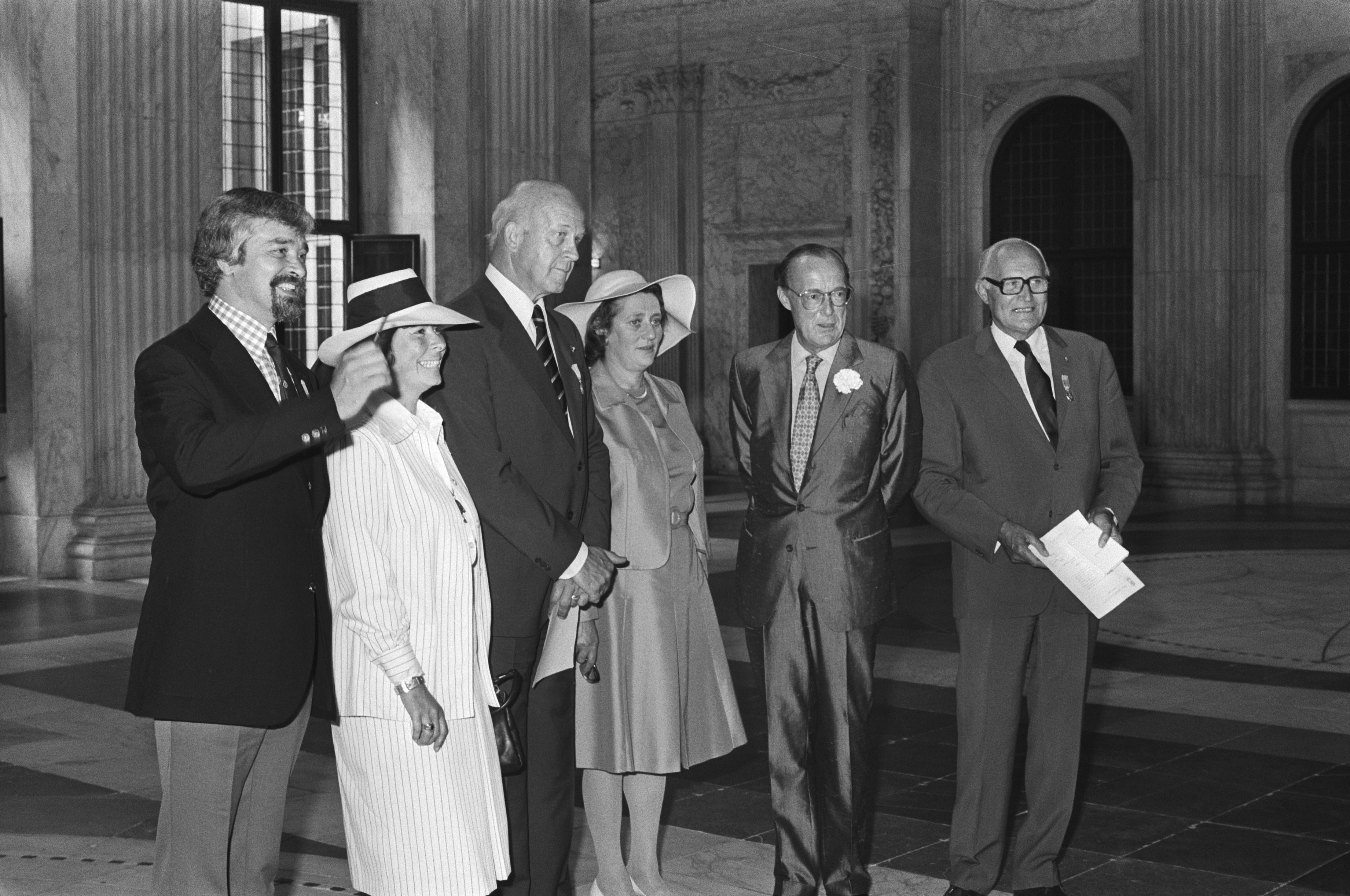
Echtpaar De Jonge van Ellemeet rechts van echtpaar Poortvliet (1975)

Hendrik de Jonge van Ellemeet (Deventer, 4 september 1916 – Wassenaar, 3 april 1998) was een Nederlands militair.
Hij was zoon van Henriette Helena den Tex Bondt en adjudant van de koningin Willem Cornelis Mary de Jonge van Ellemeet. Net als zijn broer Willem de Jonge van Ellemeet was hij een telg uit het geslacht De Jonge (van Ellemeet). Hij was tussen juli 1945 en november 1947 getrouwd met freule Frances Theodora Tjarda van Starkenborgh Stachouwer, zij overleed op 29-jarige leeftijd. Hij hertrouwde in 1949 getrouwd met Violet Charlie del Court van Krimpen. Bij het kerkelijk huwelijk woonden Juliana der Nederlanden en Beatrix der Nederlanden de plechtigheid bij; Irene der Nederlanden was bruidsmeisje. 
In 1934 rondde hij de Hogereburgerschool (HBS-B) in Zutphen af. De Jonge van Ellemeet maakte carrière binnen de Koninklijke Marine. Vanaf 8 augustus 1938 was het Luitenant-ter-zee derde klasse; op 16 augustus 1940 gepromoveerd tot Luitenant-ter-zee tweede klasse, op 1 september 1948 Luitenant-ter-zee eerste klasse en per 1 januari 1963 tot Kapitein-luitenant ter zee. In de jaren vijftig was hij ook enige tijd adjunct-marine-attaché bij de Nederlandse ambassade in Washington, DC. Tussen 31 augustus 1962 (bevordering) en 16 september 1965 (pensioen was hij commandant der maritieme middelen in Amsterdam. 
In 1966 was hij secretaris van de kerkcommissie voor het huwelijk van Beatrix der Nederlanden en Claus van Amsberg.
In 1976 kreeg hij een Zilveren Anjer opgespeld vanwege zijn werk op het gebied van de Nederlandse maritieme geschiedenis en mede daardoor initiator van een eigen vestiging van Het Scheepvaartmuseum en de rijksmuseumstatus. Daarna was hij enige tijd secretaris bij de Fundatie Cornelia Van den Santheuvel en voorzitter van het College van Commissarissen van het Vaderlandse Fonds Ter Aanmoediging van ’s Lands Zeedienst.   